# 巴努哈希姆
巴努哈希姆（阿拉伯语：بنو هاشم）是一個阿拉伯氏族，屬於古萊什部落，伊斯蘭教的先知穆罕默德即屬於這個氏族。巴努哈希姆的名稱來自於家族祖先，哈希姆·本·阿布德·馬納夫。

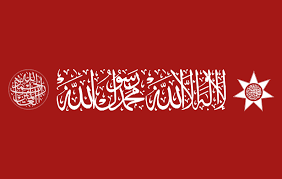
巴努哈希姆氏族的旗幟

除了穆罕默德，巴努哈希姆的成員亦包含了他的堂弟兼女婿阿里·本·阿比·塔利卜，以及穆罕默德的叔父阿拔斯·本·阿布德·穆塔利卜等人。阿拔斯的後人阿布·阿拔斯·薩法赫在750年建立了統治廣大領土的阿拔斯王朝，因此歷代阿拔斯哈里發皆為巴努哈希姆氏族的成員。
阿里娶了穆罕默德的女兒法蒂瑪，兩人有兩個著名的兒子，哈桑·本·阿里和胡笙·本·阿里。什葉派的十二伊瑪目，即是阿里、哈桑、胡笙以及胡笙的後代。什葉派在第六代伊瑪目賈法爾·薩迪克死後產生分裂，支持其長子伊斯瑪儀·本·賈法爾的後裔者被稱為「伊斯瑪儀派」，其中包含了自稱是伊斯瑪儀後裔的阿卜杜拉·馬赫迪，他在909年建立了統治北非法蒂瑪王朝。
哈桑·本·阿里方面，他的曾孫伊德里斯一世於八世紀末建立了統治摩洛哥的伊德里斯王朝。另外，在二十世紀初期統治西亞地區多個國家的哈希姆王朝的先祖是歷代麥加謝里夫，他們也宣稱是哈桑·本·阿里的後裔，並且是巴努哈希姆氏族的正統繼承者。

## 另見
- 奧瑪亞王朝
- 阿拔斯王朝
- 哈希姆王朝